# Zajścia antyżydowskie w Brześciu nad Bugiem

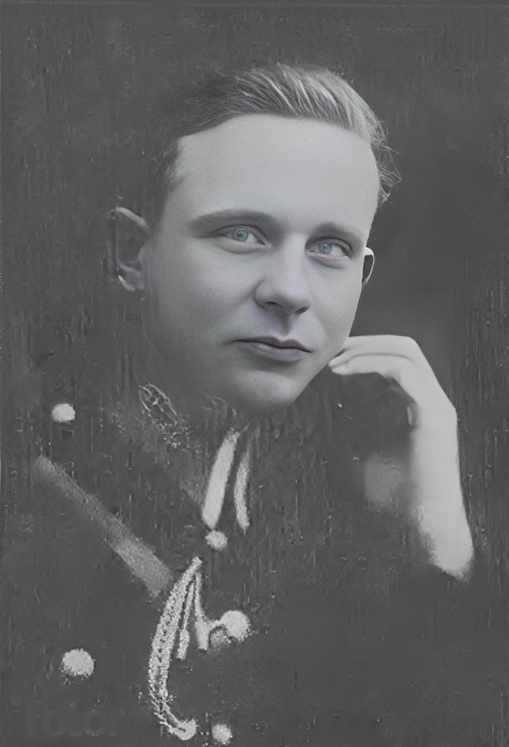
Stefan Kędziora

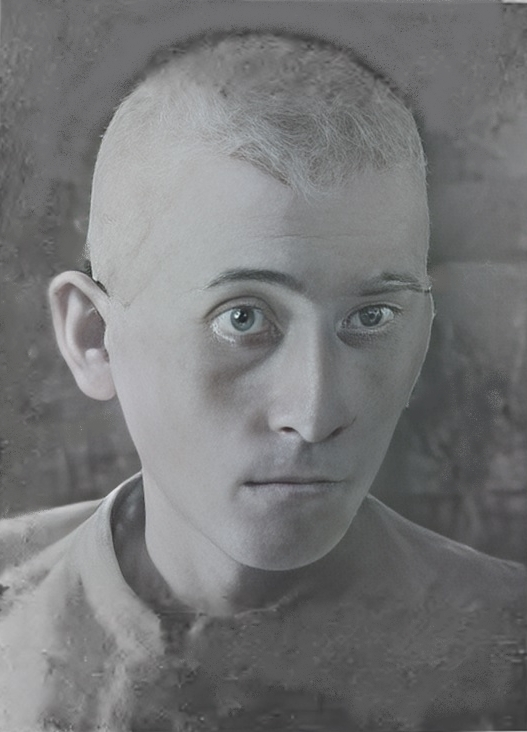
Welwel Szczerbowski

Pogrom w Brześciu nad Bugiem – zamieszki antyżydowskie w Brześciu nad Bugiem, na terenie ówczesnego województwa poleskiego. Wybuchły 13 maja 1937 roku i były spowodowane zamordowaniem przez żydowskiego rzeźnika Welwela Szczerbowskiego polskiego policjanta Stefana Kędziory.

## Tło wydarzeń
W 1937 Brześć nad Bugiem liczył ponad 50 tysięcy mieszkańców, z czego Żydzi stanowili około 41%. Był to ważny ośrodek działalności kulturalno-społecznej polskich Żydów, a także ośrodek ekonomiczny. Żydzi stanowili zdecydowaną większość rzemieślników (ponad 80%). Byli też właścicielami dużych sklepów, magazynów i fabryk.
Z dniem 1 stycznia 1937 weszła w życie ustawa zakazująca uboju zwierząt bez ich uprzedniego ogłuszenia. Jednocześnie, na mocy ministerialnego rozporządzenia wprowadzono wyjątki od tej zasady na potrzeby uboju rytualnego przez związki religijne. Ubój rytualny przez Żydów był odtąd możliwy wyłącznie za specjalnym zezwoleniem, które stosunkowo łatwo można było uzyskać w dużych miastach, znacznie zaś trudniej w mniejszych ośrodkach i na Kresach. Ponadto ubój dokonywany miał być wyłącznie na cele religijne. Tymczasem powszechną praktyką żydowskich rzezaków było wykorzystywanie jako mięsa koszernego wyłącznie przedniej części tuszy, podczas gdy część zadnią odsprzedawano chrześcijanom.
Surowe zasady nowego prawa były od początku omijane przez wielu żydowskich rzezaków, którzy dokonywali pokątnego uboju mimo braku zezwolenia, a także sprzedawali pozostałe mięso nie-żydom.

## Zabójstwo Stefana Kędziory
13 maja 1937 starszy posterunkowy z Brześcia Stefan Kędziora, po otrzymaniu donosu, dokonał przeszukania w chłodni na Małym Rynku i odnalazł tam „10 cielęcych zadków” pochodzących z nielegalnego uboju rytualnego. Około 7:30 rano, podczas rekwirowania znalezionego mięsa należącego, jak się okazało, do żydowskiego rzezaka Ajzyka Szczerbowskiego Kędziora został ugodzony w plecy nożem rzeźnickim przez syna rzezaka - 17 lub 18-letniego Welwela. Kędziora, sądząc że napastnikiem jest Ajzyk Szczerbowski, postrzelił go. Obaj mężczyźni trafili do szpitala miejskiego, gdzie Kędziora zmarł po około pół godzinie. Informacja o tym, że żydowski rzeźnik zabił policjanta szybko obiegła miasto.

## Przebieg pogromu
Pogrom zaczął się na Małym Rynku, ulicy Dąbrowskiego i ulicy Długiej około godziny 10. rano od wybijania szyb w żydowskich sklepach przez nieliczną grupę kobiet. Do zamieszek włączyło się następnie kilkuset robotników z Poznania pracujących na budowie w Twierdzy Brzeskiej. Policja pałkami przepędziła tłum z małego rynku. Efektem tego było jednak jedynie rozszerzenie się zamieszek na inne rejony miasta. Przez cztery godziny demolowanie sklepów i pobicia ich właścicieli nie miały charakteru zorganizowanego. Brak zdecydowanej reakcji policji (która otrzymała od starosty rozkaz nieantagonizowania tłumu) ośmielił jednak pospolitych przestępców i okoliczną ludność wiejską, aby wykorzystać zamieszki do łatwego wzbogacenia się.
Nieżydowscy właściciele oznaczali swoje sklepy symbolami chrześcijańskimi. Mimo to 8 takich sklepów również zostało splądrowanych. Według raportów policyjnych akcją niszczenia sklepów w godzinach popołudniowych kierowali młodzi ludzie w wieku 20-35 lat, poruszający się na rowerach, prawdopodobnie związani z endecją. Plądrowaniem sklepów zajmowały się grupki około 20-30 osób, które rozpraszały się w przypadku interwencji policji, ale ponownie zbierały w innych rejonach miasta.
Późnym wieczorem do miasta przybyły posiłki z posterunków policji w całym powiecie. Przystąpiono do energicznego zwalczania grup uczestników zamieszek. Do rozpędzania tłumu użyto też sikawek wozów strażackich. W ten sposób do godziny 20. spacyfikowano centrum miasta Porządek przywrócono około godziny 23.
Następnego dnia zarządzono blokadę wjazdu do Brześcia. Zawracano m.in. puste furmanki, którymi wielu okolicznych chłopów wyruszyło do miasta - prawdopodobnie w celu wywiezienia splądrowanego przez uczestników zamieszek mienia. W zarodku tłumiono wszelkie kolejne próby demolowania sklepów.

## Po pogromie
Przez tydzień po zajściach handel w mieście był całkowicie sparaliżowany. Straty poniosła większość żydowskich sklepów w mieście (ponad 1150 spośród 1450). W tym 216 sklepów zostało splądrowanych, a pozostałe - miały zniszczone witryny. Wybito także szyby w około 200 żydowskich domach. Rannych zostało 54 osób, w tym 50 Żydów. Zegarmistrz Boruch Zylberberg - zmarł po kilku dniach w wyniku odniesionych ran. Był jedyną potwierdzoną ofiarą śmiertelną pogromu.
W trakcie pogromu policja zatrzymała 128 osób, a w kolejnych dniach - 57 dalszych. Na łączną liczbę 185 zatrzymanych 16 stanowili Żydzi. Przed sądem stanęło ostatecznie 37 uczestników zajść, z czego 3 uniewinniono, 17 skazano na kary w zawieszeniu, a 16 na kary więzienia od 6 do 10 miesięcy.
Welwel Szczerbowski ukrywał się przez kilka dni po zabójstwie. Został jednak wydany władzom przez własną matkę. Stanął przed sądem i został 15 czerwca 1937 r. skazany na karę śmierci przez powieszenie, ostatecznie zamienioną w lutym 1938 na dożywotnie więzienie ze względu na wiek sprawcy (nie miał ukończonych 21 lat).
W konsekwencji zajść, za „mylne informowanie władz przełożonych i brak stanowczych zarządzeń w stłumieniu w zarodku rozruchów w mieście” starosta brzeski Franciszek Czernik został zawieszony w obowiązkach, zaś naczelnik Wydziału Społeczno-Politycznego w urzędzie wojewódzkim Kazimierz Rolewicz został przeniesiony do Nowogródka.